# Liste der Bodendenkmale in Tannenberg (Sachsen)
In der Liste der Bodendenkmale in Tannenberg sind die Bodendenkmale der Gemeinde Tannenberg und ihrer Ortsteile nach dem Stand der Auflistung von Volkmar Geupel aus dem Jahr 1983 aufgelistet. Eventuelle Änderungen und Ergänzungen, insbesondere aus der Zeit nach der Wende, sind nicht berücksichtigt, da für Sachsen aktuell keine neueren allgemein zugänglichen Bodendenkmallisten vorliegen. Die Baudenkmale sind in der Liste der Kulturdenkmale in Tannenberg (Sachsen) aufgeführt.
| Denkmal-ID | Fundart            | Ortsteil   | Bezeichnung                            | Zeitstellung | Lage                   | Bemerkungen | Bild |
| ---------- | ------------------ | ---------- | -------------------------------------- | ------------ | ---------------------- | --- | ---- |
| ?          | Befestigung > Burg | Tannenberg | Wasserburg „Paßklausenturm“, „Hofwall“ | Mittelalter  | Ortsmitte, Zschopauaue | Niederungsburg, Turmruine und ursprünglich umlaufender wasserführender Graben erhalten, jetzt im Norden verfüllt, Schutz seit 15. Dezember 1959 |      |